# Chlamydomonas bolyaiana
Chlamydomonas bolyaiana là một loài tảo trong họ Chlamydomonadaceae, thuộc chi Chlamydomonas.